# AgustaWestland
AgustaWestland — колишня англо-італійська компанія, виробник вертольотів. Виробничі майданчики і офіси компанії розташовані в Італії, Великій Британії і США. Компанія була утворена в 2001 році, коли один з найбільших холдингів в Італії «Leonardo-Finmeccanica S. p.A.» і англійська компанія, яка спеціалізується в сфері авіа — і аеробудування, «GKN plc» підписали угоду про злиття їх відповідних підрозділів («Agusta» і «GKN-Westland Helicopters»), сформувавши тим самим нову компанію — «AgustaWestland». «Finmeccanica» і «GKN» отримали по 50 % акцій.
26 травня 2004 року «GKN» заявила про продаж своєї частки партнеру, і «AgustaWestland» стала повністю дочірнім підприємством «Finmeccanica».
1 січня 2016 року компанія увійшла до Leonardo S.p.A. з головним офісом у Римі.

## Історія
Вперше в історії згадки про ідеї по створенню спільних літальних апаратів компаніями Agusta і Westland припадають на 1950 роки.
Відносини між компаніями розвивалися стабільно протягом наступних 20 років, одним з основних спільних результатів стало створення транспортного вертольота EH101 з трьома двигунами.
Після вдалих спільних проектів у 1999 році у компаній Finmeccanica і GKN з'явилася ідея утворити спільну компанію шляхом злиття підрозділів Agusta і Westland Helicopters. В 2001 р. була сформована нова компанія, що отримала ім'я AgustaWestland, а також було укладено угоду, за якою Finmeccanica і GKN отримали по 50 % акцій її капіталу.
У 2004 році GKN plc оголосила про продаж своєї частки компанії партнера. Таким чином, AgustaWestland стала повністю належати компанії Finmeccanica.
AgustaWestland відкрила офіс у Філадельфії в 2005 році, компанії вдалося виграти контракт на створення нового вертольота для президента США (Marine One) у такого відомого виробника, як Sikorsky Aircraft.
У 2010 році AgustaWestland придбала більшу частину польської компанії з виробництва вертольотів PZL Swidnik, таким чином купуючи вплив в Центральній Європі і розширюючи свої виробничі можливості.
На сьогоднішній день AgustaWestland виробляє широку лінію вертольотів, яка відповідає всім потребам і стандартам сучасного ринку. Частка AgustaWestland на ринку VIP і корпоративних перевезень становить понад 90 %. Вертольоти компанії також активно експлуатуються в таких сегментах, як пошук і порятунок, швидка допомога, охорона правопорядку, транспортування персоналу на нафтові платформи і багатьох інших.

## Цивільний модельний ряд
- AW119Ke (Koala)/AW119Kx
- AW109

- AW GrandNew
- AW139

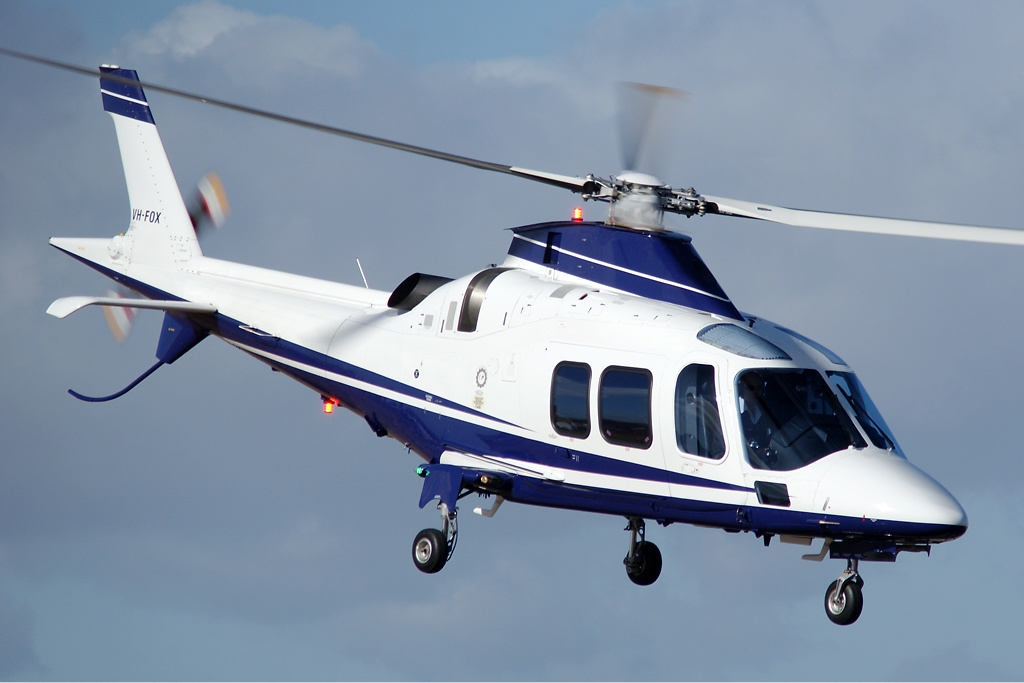
Linfox Agusta A-109S Grand Vabre

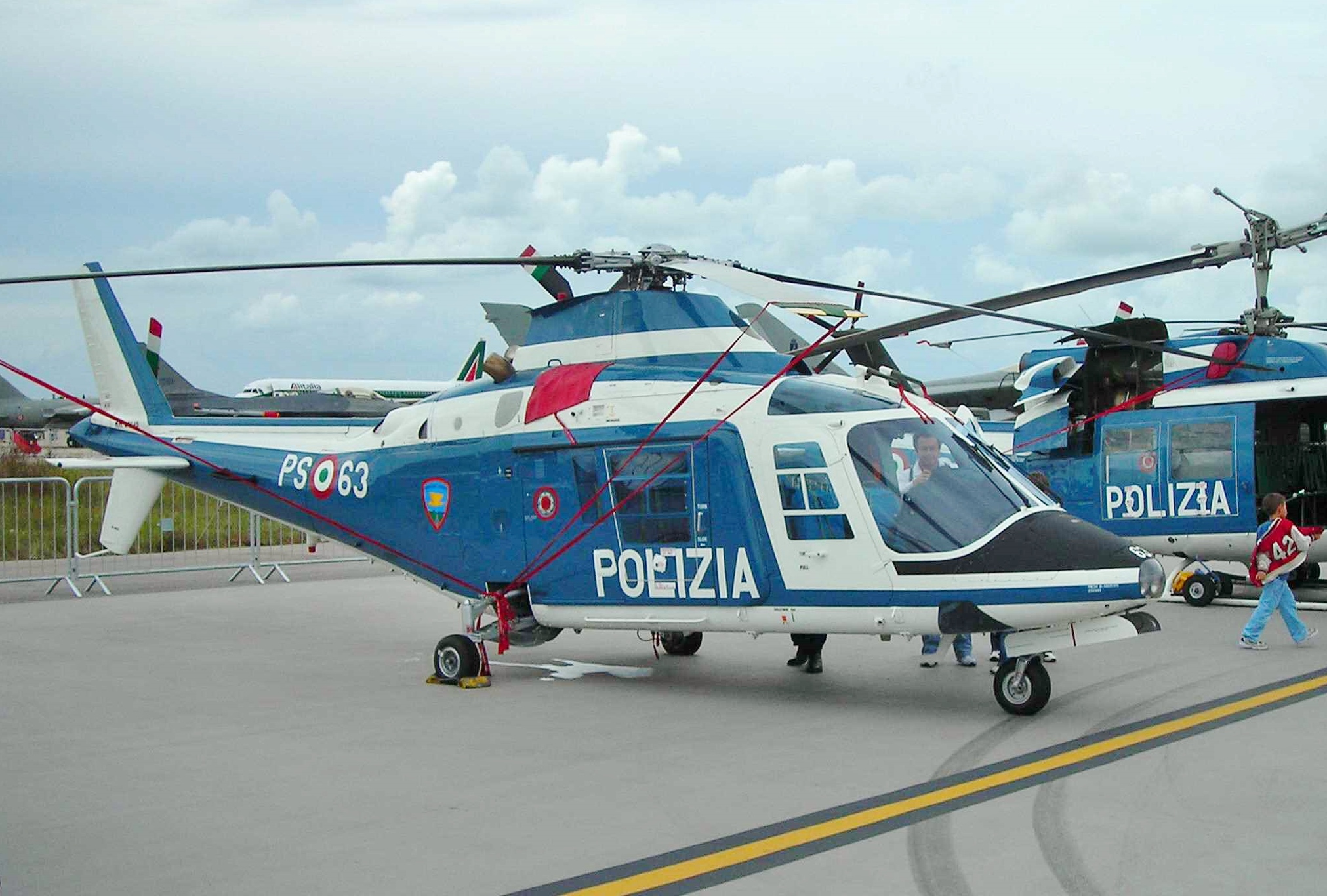
Agusta A109 of Italian police

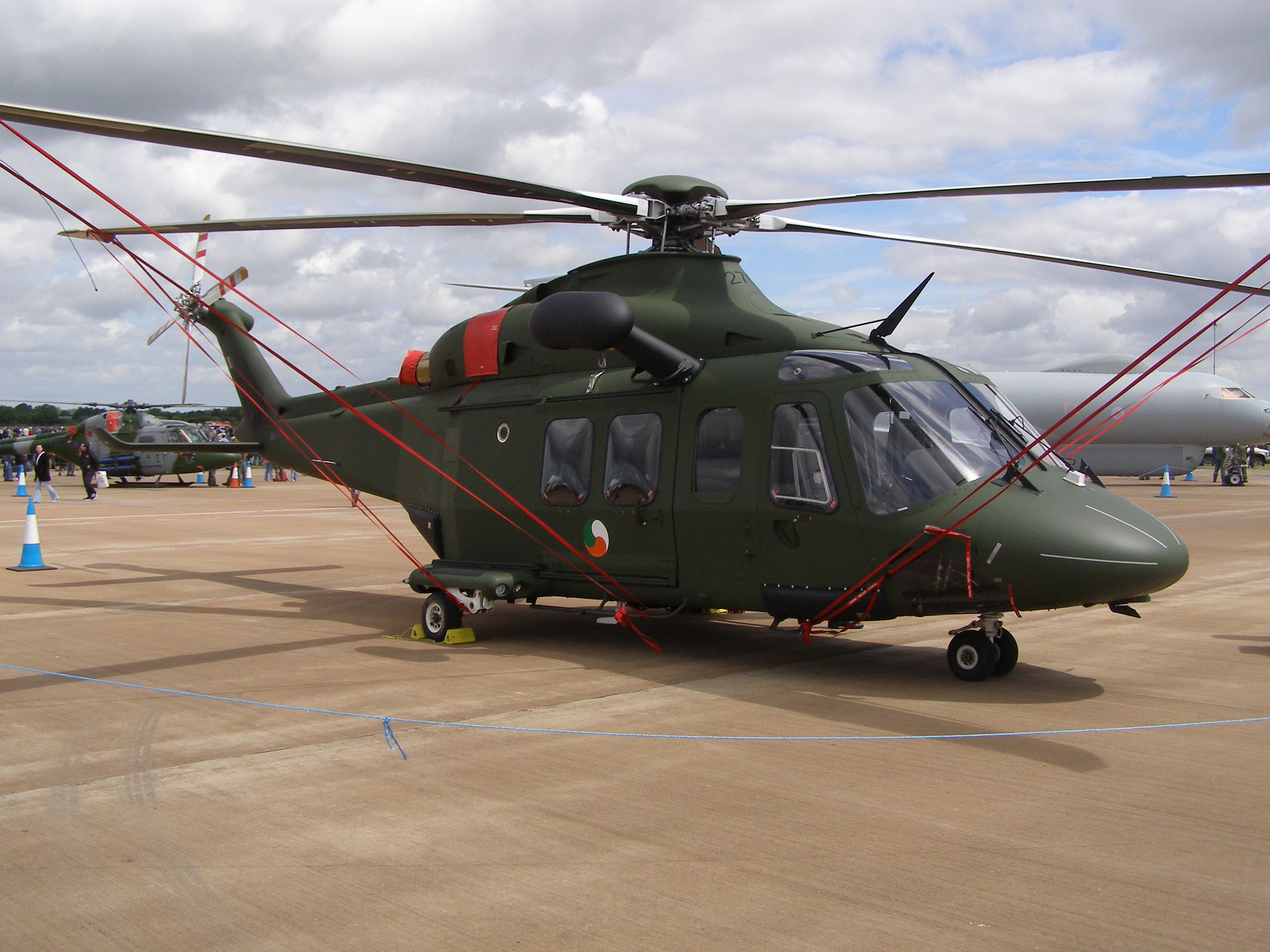
Aw139-275

До 2014 року компанія планує випустити ще дві моделі великих вертольотів, серед яких AW189, прототип якого піднявся у повітря наприкінці 2012 року, а також AW169. Цей вертоліт поки проходить програму випробувань.
У 2012 році оборот компанії склав 4,243 мільярда євро, що перевищило показники 2011 року на 7,7 %. EBITDA у 2012 році дорівнював 473 мільйонам євро (для порівняння у 2011 році цей показник досяг позначки в 417 мільйонів євро). Компанія інвестує приблизно 12 % своїх доходів до сфери дослідження і розвитку.
Кількість співробітників AgustaWestland в 2012 році склало 13 050 осіб.